# Cuadro de infantería

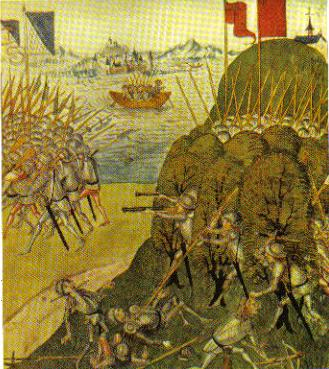
Cuadros de infantería suiza avanzando durante la batalla junto al castillo de Grandson.

El cuadro de infantería es una formación defensiva formada con compañías que se disponen creando un cuadro apretado en el que los soldados de la primera fila sacan las bayonetas mientras que los soldados de las filas de atrás disparan sobre las tropas que les atacan.
La función de esta formación de infantería consistía en rechazar los ataques de la caballería (que siempre cargaba en columnas o en líneas) y, sin el apoyo de otras armas, los jinetes casi nunca lograban traspasarla.
El uso de esta formación fue imprescindible durante la Batalla de las Pirámides, en la que Napoleón Bonaparte se tuvo que enfrentar en inferioridad numérica a las cargas de los mamelucos, una de las mejores tropas de caballería de aquella época.
“Un frente cerrado o un cuadro de buena infantería resiste a una masa de kirguises diez veces más numerosa...” (Miguel Strogoff, de Julio Verne)

## Historia

### La infantería suiza
Durante el siglo XV la infantería suiza estaba organizada según el principio de las falanges macedonias, cuadros de infantes muy próximos entre sí armados con picas de 5 o más metros que contienen y ensartan a la caballería, desordenándola y frenándola. Estas formaciones permitían a las tropas de la Confederación suiza enfrentarse a ejércitos numéricamente superiores y salir victoriosas. 

### Los tercios españoles

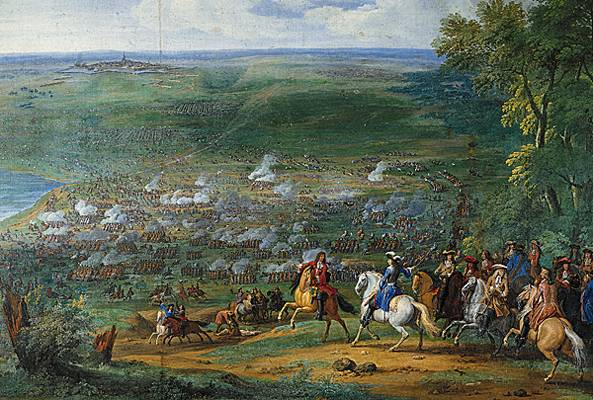
Tercios españoles durante la Batalla de Rocroi.

A finales del siglo XV surgen en España los tercios, que se basan en el modelo de la infantería suiza al que se le suma la experiencia adquirida durante la Reconquista y las campañas en Italia. Los tercios españoles se caracterizaron por la incorporación de arcabuceros y ballesteros que se situaban en los laterales del cuadro o tras las primeras filas y se encargaban de diezmar al enemigo mientras cargaba.

### SiglosXVIIIyXIX
Durante estos siglos se da un aumento de la importancia de la caballería en el campo de batalla, debido a las nuevas formas de combatir, con toda la infantería armada con fusil y bayoneta. Dada la lentitud del proceso de carga del fusil y de que en la práctica es imposible acertar con seguridad a una distancia mayor de 100 m, una fuerza capaz de avanzar a gran velocidad por el campo de batalla y efectuar una carga impetuosa parece de gran utilidad. Por este motivo, la formación en cuadro vuelve a recobrar mucha importancia, ya que permite resistir las cargas de la caballería sin apenas pérdidas.

### Guerra de la Triple Alianza
En 1867, durante la Batalla de Ñandypá, unos 3.500 brasileños tuvieron que formarse en cuadros para resistir las cargas de caballería de unos 2.000 paraguayos al mando del comandante Martín Urbieta, quien los derrotó y obligó a retirarse del territorio del norte del país, logrando una gran victoria paraguaya en el episodio conocido la Retirada de Laguna.

### La Guerra del Pacífico
Durante la conflagración que enfrentó a una alianza peruano-boliviana contra Chile los escasos medios de los que disponía el ejército boliviano hicieron que se usaran medios y técnicas muchas veces ya en desuso. Por parte del bando aliado tuvieron un papel destacado las trópas de élite bolivianas llamadas Colorados de Bolivia o Batallón Alianza que usaron esta formación ante el escepticismo de sus aliados peruanos en la Batalla del Alto de la Alianza, haciendo retroceder a la caballería chilena en varias ocasiones e incluso pasando al contraataque y capturando algunas armas al enemigo. Sin embargo la superioridad en medios técnicos y en número hicieron que al final de 4 horas de combate la artillería chilena acabara con este famoso batallón de infantería.

## Estructura de un cuadro de infantería

### Cuadros de infantería suizos durante elsigloXV
Consistían en cuadros de infantes muy próximos entre sí armados con picas de 5 o más metros que contienen y ensartan a la caballería, desordenándola y frenándola, y entonces de su interior salen soldados armados con alabardas y mandobles que masacran a la caballería, parados y apretados los caballeros con pocas posibilidades de defenderse.

### Tercios españoles

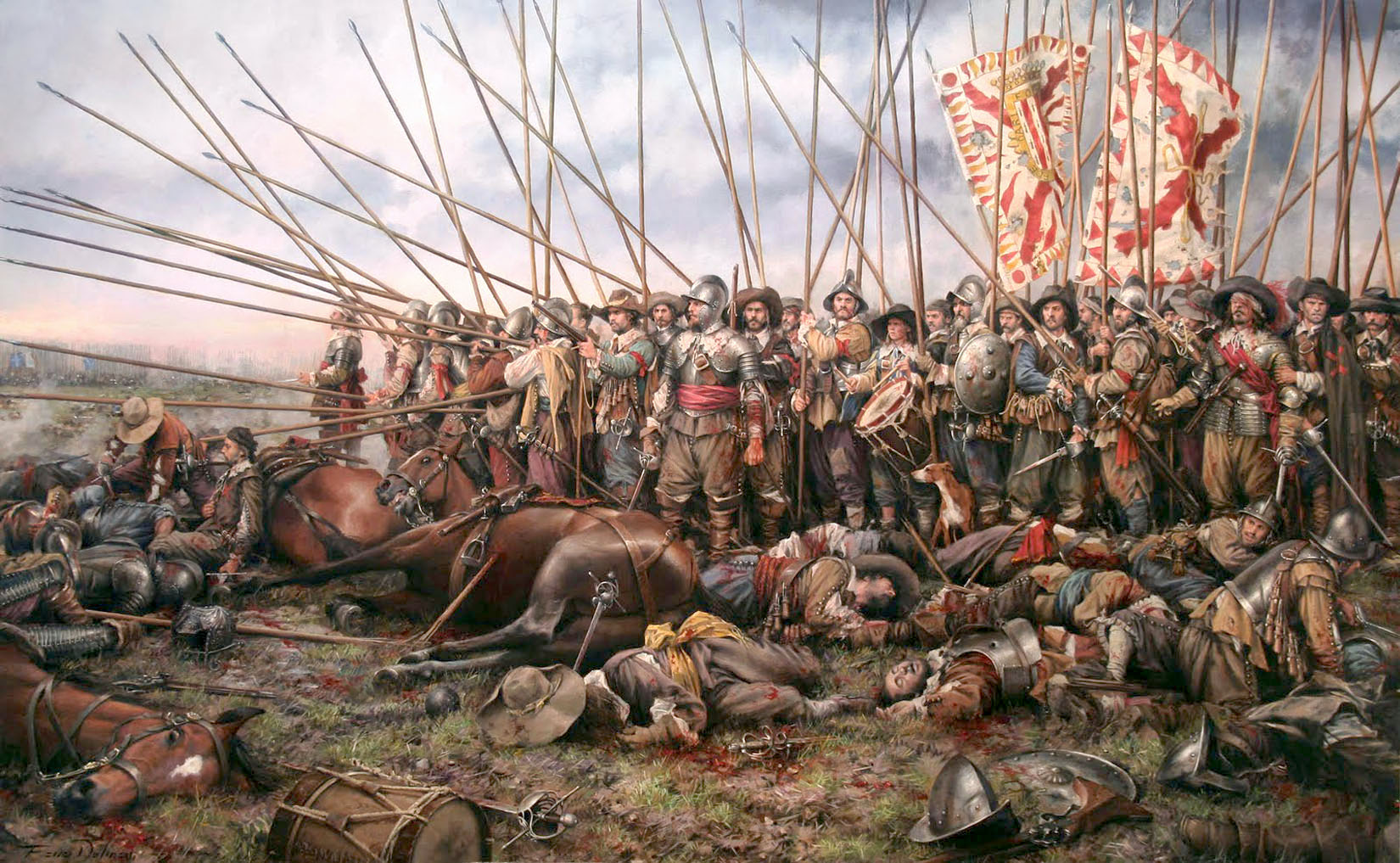
Rocroi, el último tercio, por Augusto Ferrer-Dalmau. El lienzo representa a veteranos supervivientes de los tercios españoles en Rocroi formando el último cuadro, hacia las diez de la mañana del 19 de mayo de 1643.

Consistían en cuadros formado por piqueros, arcabuceros y mosqueteros. Los piqueros portaban picas de 3 a 5 m de longitud además de una espada. El equipo de los arcabuceros y mosqueteros era el mismo, salvo que los mosqueteros debían llevar una horquilla que tenían que montar en el suelo para poder disparar el mosquete, que tenía más alcance y calibre que un arcabuz. 
El tercio acostumbraba a formar como formación más típica, el llamado escuadrón de picas o cuadro. El resto de efectivos (caballería y arcabuceros) debían apoyar su acción situándose en sus mangas o flancos para evitar que el enemigo lo envolviese, aunque a veces también formaban pequeños cuadros en sus esquinas. Esta táctica era la más empleada en campo abierto.

### Cuadros de infantería durante los siglosXVIIIyXIX
Se componía por lo general de uno o dos batallones. Los soldados rasos formaban los lados de un cuadrado hueco y los oficiales, abanderados, etc., se situaban en el centro. La primera fila del cuadro se arrodillaba para presentar una hilera infranqueable de bayonetas al atacante, mientras que las de detrás lanzaban descargas de fusil para ir reduciendo el número de atacantes que cargaban.

### Cuadros de ejércitos enteros
Consistía en hacer que el ejército formara un enorme cuadrado para, de esa manera, no presentar ningún punto débil ante el ataque de la caballería enemiga.
La formación del cuadro la solían usar los romanos cuando se enfrentaban a la caballería de un ejército enemigo en espacios abiertos. Apiano da testimonio de su uso en las guerras contra los celtíberos, y Salustio contó cómo Cayo Mario ordenó a su ejército avanzar por Numidia con esta formación para no dejarse sorprender por los inesperados ataques de Yugurta. Esta táctica fue utilizada durante la Batalla de Carrhae por el ejército romano: en este caso, cada lado del cuadro estaba compuesto por doce cohortes, auxiliada cada una de ellas por un grupo proporcional de caballería.

## Cargas de la caballería contra la infantería

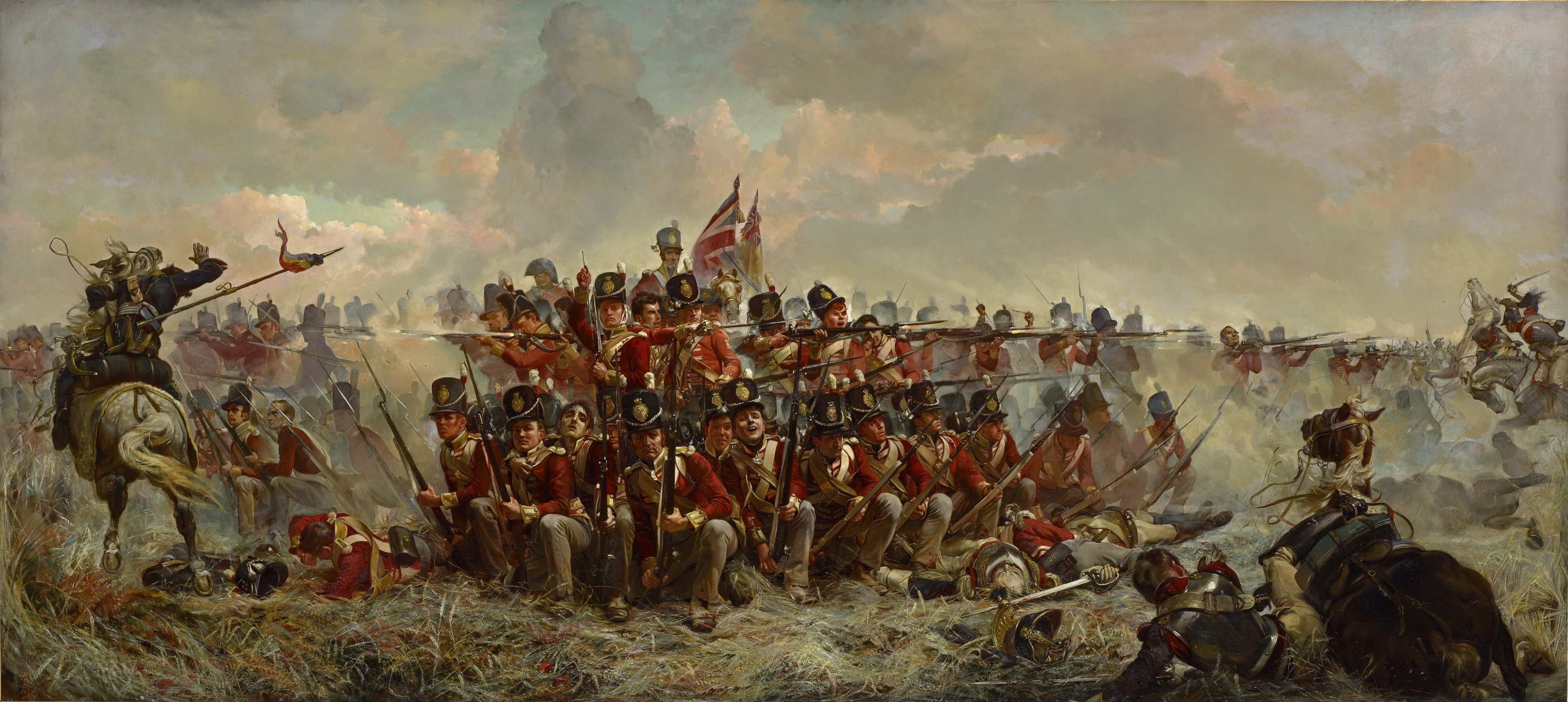
Cuadro de infantería inglesa en la Batalla de Quatre Bras.

Frente a una carga de caballería contra la infantería, la única defensa eficaz por parte de esta última era la formación de un cuadro. Una unidad de infantería firme y desplegada en cuadro no tenía nada que temer de la caballería sola, ya que lo más probable es que saliese triunfante de la contienda. Existen numerosos ejemplos, uno de ellos se dio durante la Guerra de Independencia española, el 9 de julio de 1810, cuando las unidades del general Robert Craufurd se encontraron con una partida de 200 soldados de infantería francesa que estaban saqueando una zona situada algo al oeste de la fortaleza sitiada de Ciudad Rodrigo. El general británico envió enseguida sus seis escuadrones de caballería a atacarles, pero los franceses, al mando del capitán Pierre Gouache, formaron un cuadro y aguardaron a que sus atacantes se encontraran a menos de diez pasos para lanzarles una serie de descargas mortales. Craufurd abandonó el ataque perdiendo numerosos hombres y tuvo que soportar las iras de Wellington, mientras que Gouache fue condecorado.
El asalto de caballería consistía normalmente en la carga de los sucesivos escuadrones del regimiento, desplegado cada uno de ellos en dos líneas de soldados situados uno al lado del otro. Por tanto, un regimiento de cuatro escuadrones atacaba en una formación de ocho líneas dispuestas una a continuación de otra. Cada una de estas filas se enfrentaba contra 40 y 50 hombres, en algunas ocasiones si había espacio suficiente, la caballería formaba en una única línea, lo que enfrentaba a 200 jinetes contra 40 o 50 infantes. 
Pero no siempre se disponía del tiempo necesario para formar un cuadro. Cuando la caballería alcanzaba a los soldados de infantería, las consecuencias eran fatales, como ocurrió por ejemplo en la Batalla de Medellín, cuando la brigada británica de Colborne fue casi exterminada al cargar los jinetes enemigos contra ella mientras se encontraba desplegada en línea, o durante la Batalla de Quatre Bras en julio de 1815, cuando falló la cohesión del cuadro de infantería: "El 2.º Batallón del 44.º Regimiento fue atacado en la retaguardia por los lanceros, que estaban arrasando nuestros supernumerarios y los hombres de las líneas de retaguardia."

## Táctica contra los cuadros de infantería
Cuando la caballería cargaba contra la infantería, ésta formaba rápidamente un cuadro, y a veces la caballería se retiraba sin llegar a cargar, Si la artillería y la infantería atacaban al cuadro, en esa formación los cuadros eran vulnerables a los ataques de la artillería y la infantería, y después se lanzaba a la caballería que acabaría con los pocos soldados que quedaban.

## Primer cuadro de infantería en ser destruido durante una carga

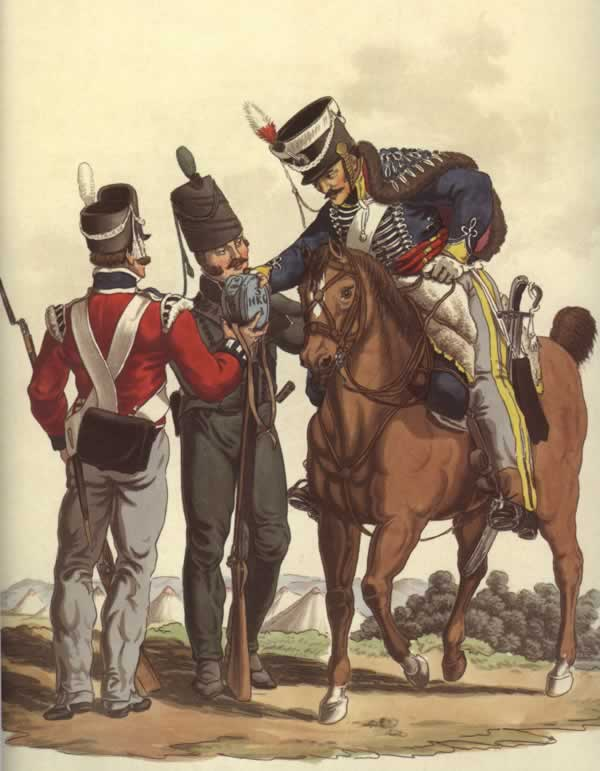
Húsar británico junto a dos miembros de la Legión Alemana del Rey.

El 23 de julio de 1812, en el pueblo salmantino de Garcihernández la caballería inglesa logró romper los cuadros de infantería francesa.
Esto ocurrió cuando Wellington mandó a Anson al mando de dos escuadrones de dragones (11.º y 16.º) cargar contra la infantería francesa en retirada después de la derrota en la Batalla de los Arapiles. A las tropas de Anson se les unió la brigada de Bock de la Legión Alemana del Rey (King's German Legion). Los alemanes cabalgaban en persecución cuando de repente se vieron sorprendidos por una descarga de mosquetes proveniente de un cuerpo de infantería francés que había estado esperando en cuadro en el flanco izquierdo de los alemanes. Eran tres batallones franceses con unos 2400 hombres. La descarga provenía concretamente de un cuadro formado por el 76.º de Línea, que rápidamente se convirtió en el objetivo de la caballería alemana.
Los primeros dragones que cargaron contra el cuadro fueron los del escuadrón del capitán Von der Decken, situado en el flanco izquierdo de la brigada. Los hombres de Decken habían sido alcanzados por la descarga inicial de mosquetes cuando estaban a una distancia de 16 m, pero las bajas fueron pocas. Una segunda descarga mucho más devastadora alcanzó al escuadrón a unos 8 m. Irónicamente, lo que en principio debía ser más perjudicial para los alemanes, se convirtió por una casualidad en la destrucción de los franceses. El mismo Von der Decken, que había sido herido en la primera descarga, se las arregló para mantenerse sobre la silla de montar. La segunda descarga hirió de muerte a Von der Decken, cuyo caballo se precipitó violentamente contra el cuadro francés, llevándose por delante todo lo que encontró. El resultado fue un hueco en el cuadro francés, correspondiente al espacio ocupado por ocho hombres, por el cual los dragones pudieron penetrar en el cuadro y cargar con sus temibles espadas largas de hoja recta. El cuadro francés se convirtió en un caos de hombres muriendo o tirando sus armas y rindiéndose.
El mayor ejemplo de una formación en cuadro de infantería vencida por una carga de caballería fue la ocurrida en el Combate de San Lorenzo, donde el ejército realista intentó resistir formados en cuadro la embestida de los granaderos a caballo liderados por José de San Martín. En esta batalla, uno de los lados del cuadro fue brutalmemte embestido por los granaderos, rompiendo la cohesión y viéndose flanqueados los realistas.